# Leánykökörcsin
A leánykökörcsin (Pulsatilla grandis) a boglárkafélék családjába tartozó, Európában honos, száraz gyepekben élő, Magyarországon védett növényfaj. 
Népies nevei: lókökörcsin, kikirics, kükörics, tikdöglesztő, alamuszvirág, kokasharang, varjúkikerics.

## Megjelenése
A leánykökörcsin 10-40 cm magas, lágyszárú, évelő növény. Gyökere erős és hosszú karógyökér, hogy száraz élőhelyein a vízutánpótlását biztosítsa. Szára egyenes, felálló. Szára, levelei selymesen gyapjasak, ez védi a növényt a hideg tavaszi reggeleken. Levelei hosszú nyélen ülnek, tőállóak, szárnyasan szeldeltek. A szár csak a virágzás vége felé nyúlik meg, ekkor jelenik meg rajta a három örvösen álló, gallérozó fellevél, 2–8 mm-es, behajlított, keskeny sallangokkal.
Március-áprilisban virágzik. Felálló, kehelyszerű, halványlila virágai magányosan nyílnak a szár végén. Alul sallangos, sűrűn szőrös murvalevelek veszik körbe. A hat csészelevél nagy, sziromszerű, színes, hosszuk 4-5 cm. Porzói élénksárgák. A virágok borús időben gyakran bókolnak. 
Termése aszmagcsokor, a magok hosszú, szőrös repítőkészülék végén ülnek. A szél segítségével nagy távolságra jutnak el a magok. Mikor nedvesség éri csavarodott szárukat, kiegyenesedik, és a magot a földbe fúrja.
Kromoszómaszáma 2n = 32. 

## Elterjedése és élőhelye
Európai faj, Dél-Németországban, a Kárpát-medencében, az Észak-Balkánon és Ukrajnában fordul elő. Magyarországon a leggyakoribb. Hazánkban az Északi- és a Dunántúli-középhegységben, valamint a Dél-Dunántúlon szórványosan jelenik meg, a Nyugat-Dunántúlon és az Alföldön ritka.  
Sztyeppréteken, szikla- és pusztafüves lejtőkön, erdőspuszta-réteken él. A száraz gyepek egyik legkorábban nyíló tavaszi virága. Beporzását méhek, poszméhek végzik. 
Magyarországon 1982 óta védett, természetvédelmi értéke 10 000 Ft.

## Felhasználása
Mérgező. Kámforszerű anemonolt tartalmaz, amely már a növényben anemoninsavra, izoanemoninsavra, valamint mérgező, irritatív hatású anemoninra bomlik. A száraz növény elveszti mérgező hatását. A bőrre kerülve helyi irritációt, ekcémát okoz. Elfogyasztva - jellemzően a legelő állatok által - nyálkahártya-gyulladás, gyomor- bél- és vesegyulladás, hányás, véres hasmenés, véres vizelet, tehenek esetében tejmirigygyulladás okozta véres tej, támolygás, izomgörcsök, szívgyengeség a  jellemző tünetek. Súlyos esetben a légzésbénulás az állat elhullását is kiválthatja.    
A népi gyógyászatban teájával az asztmatikus görcsöket csillapították, fejfájás enyhítésére itták. Vesebetegségek, köszvény, csúz gyógyítására ritkán még ma is használják.

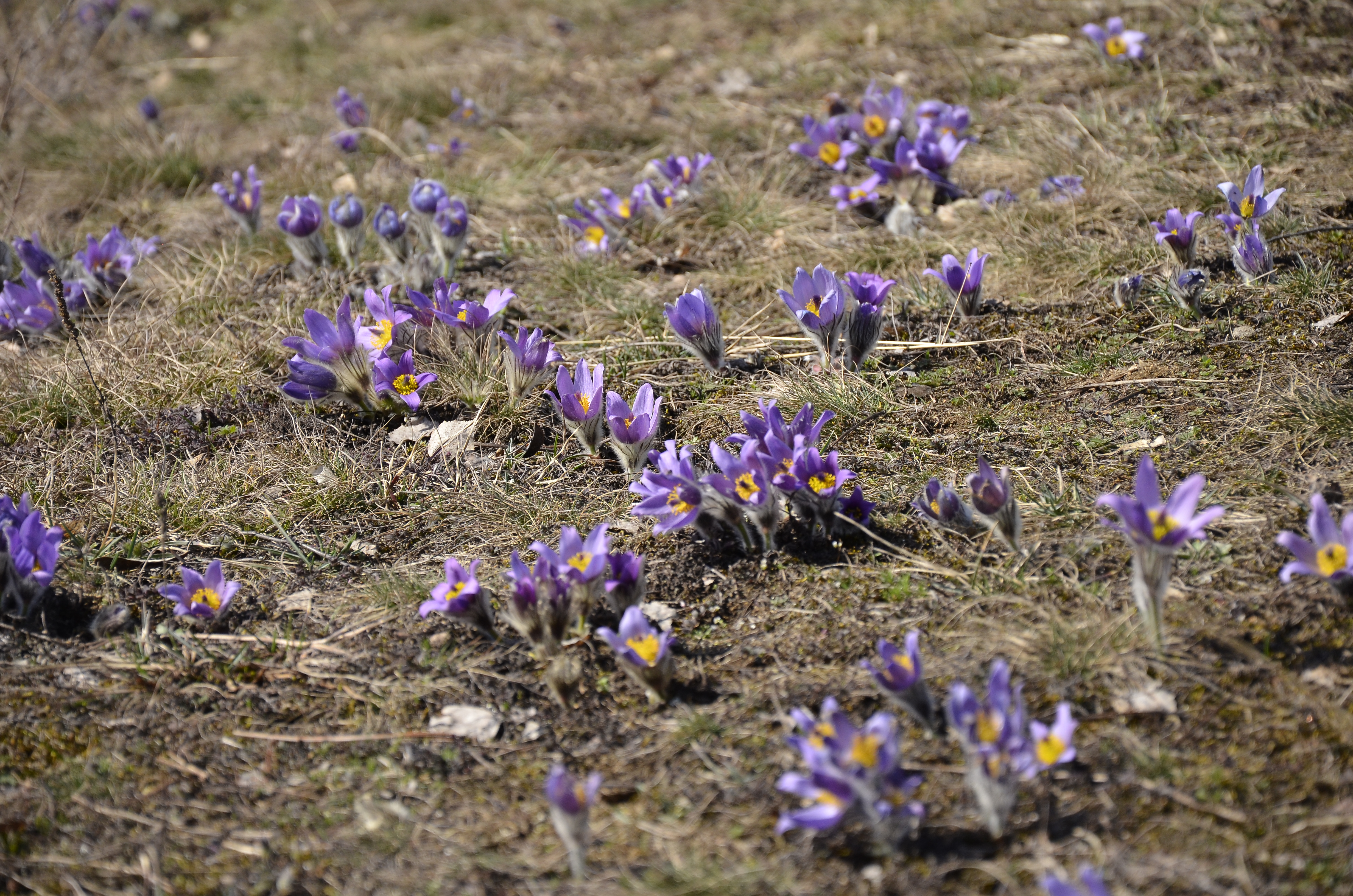
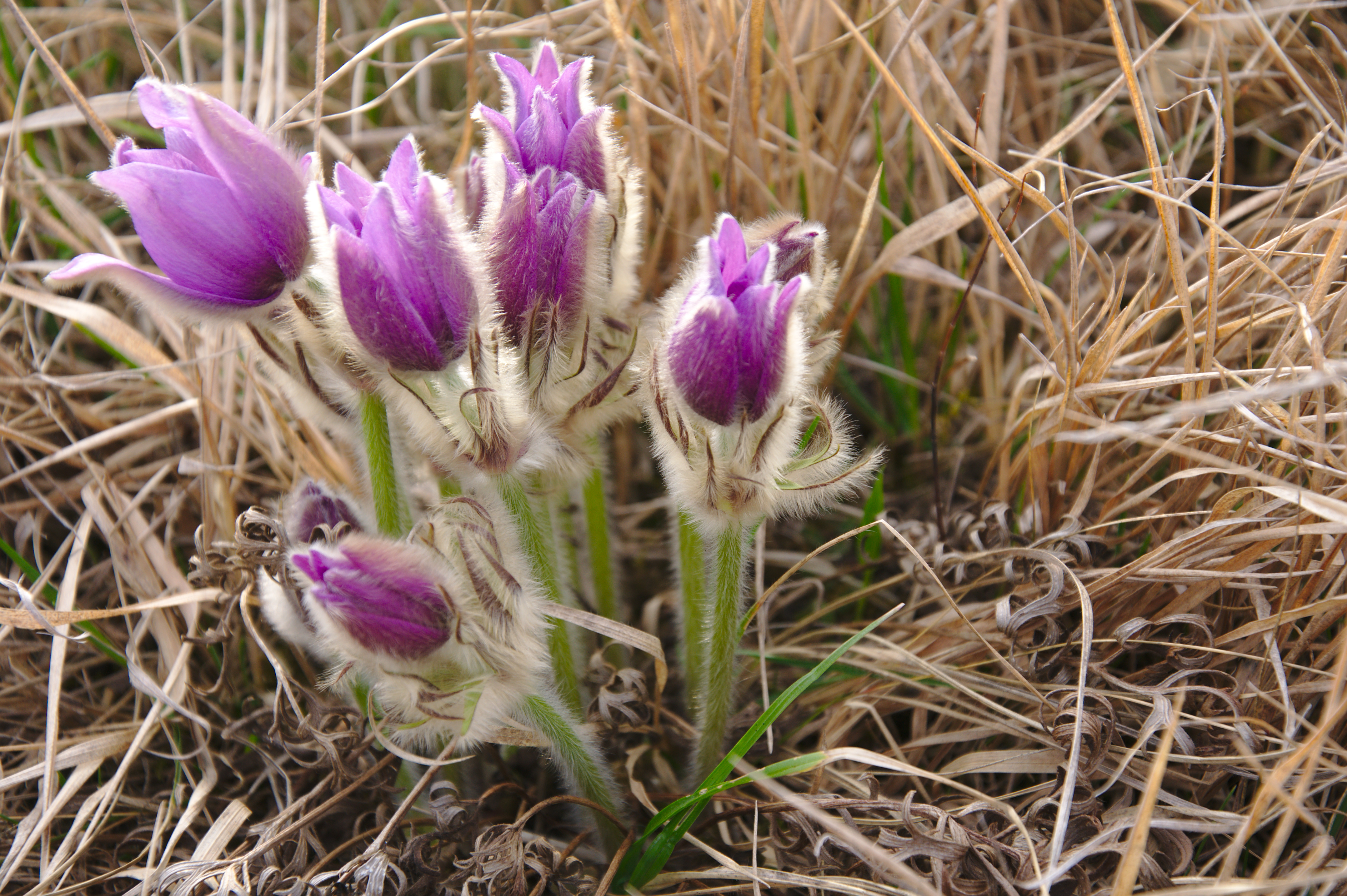
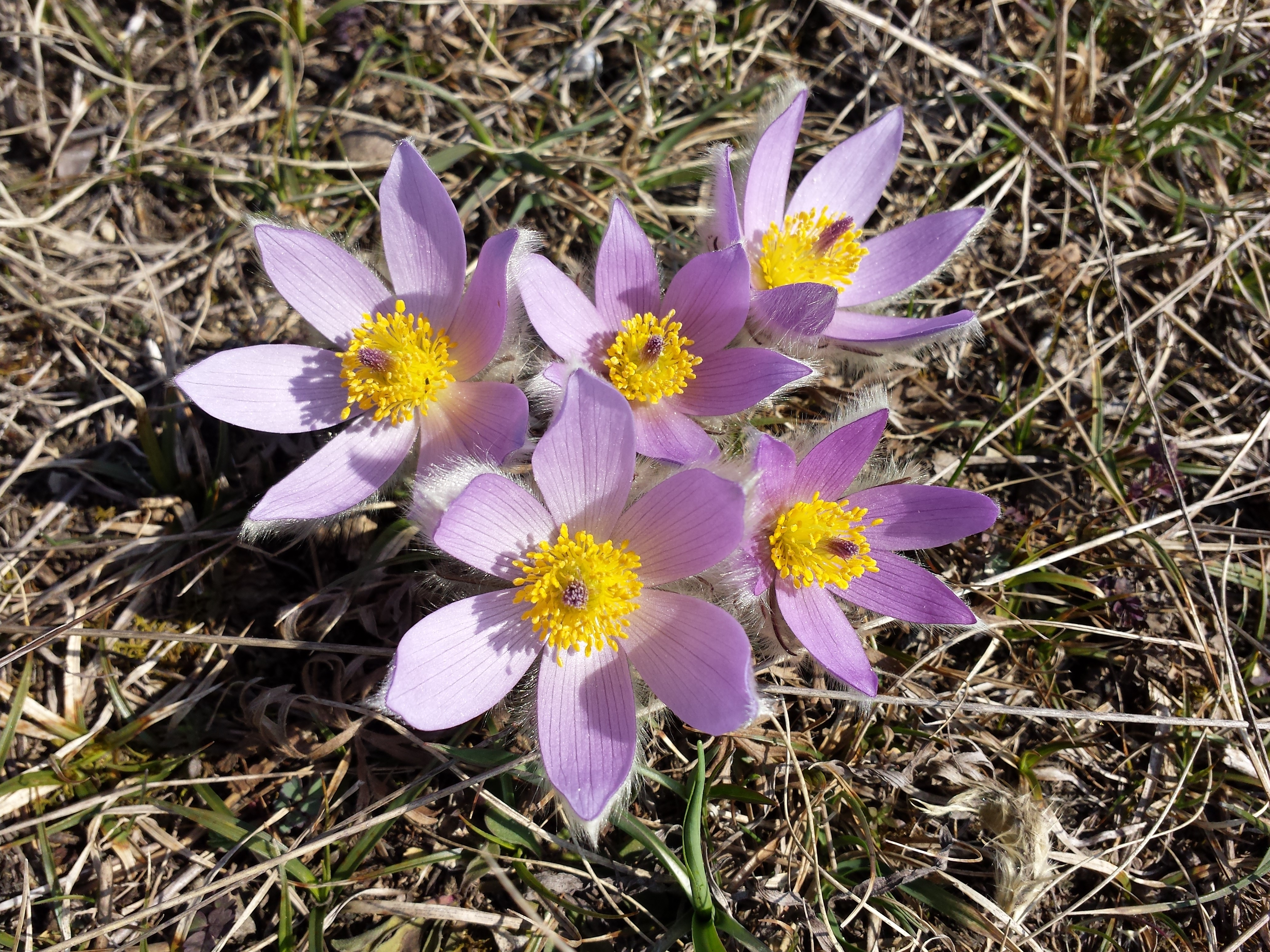
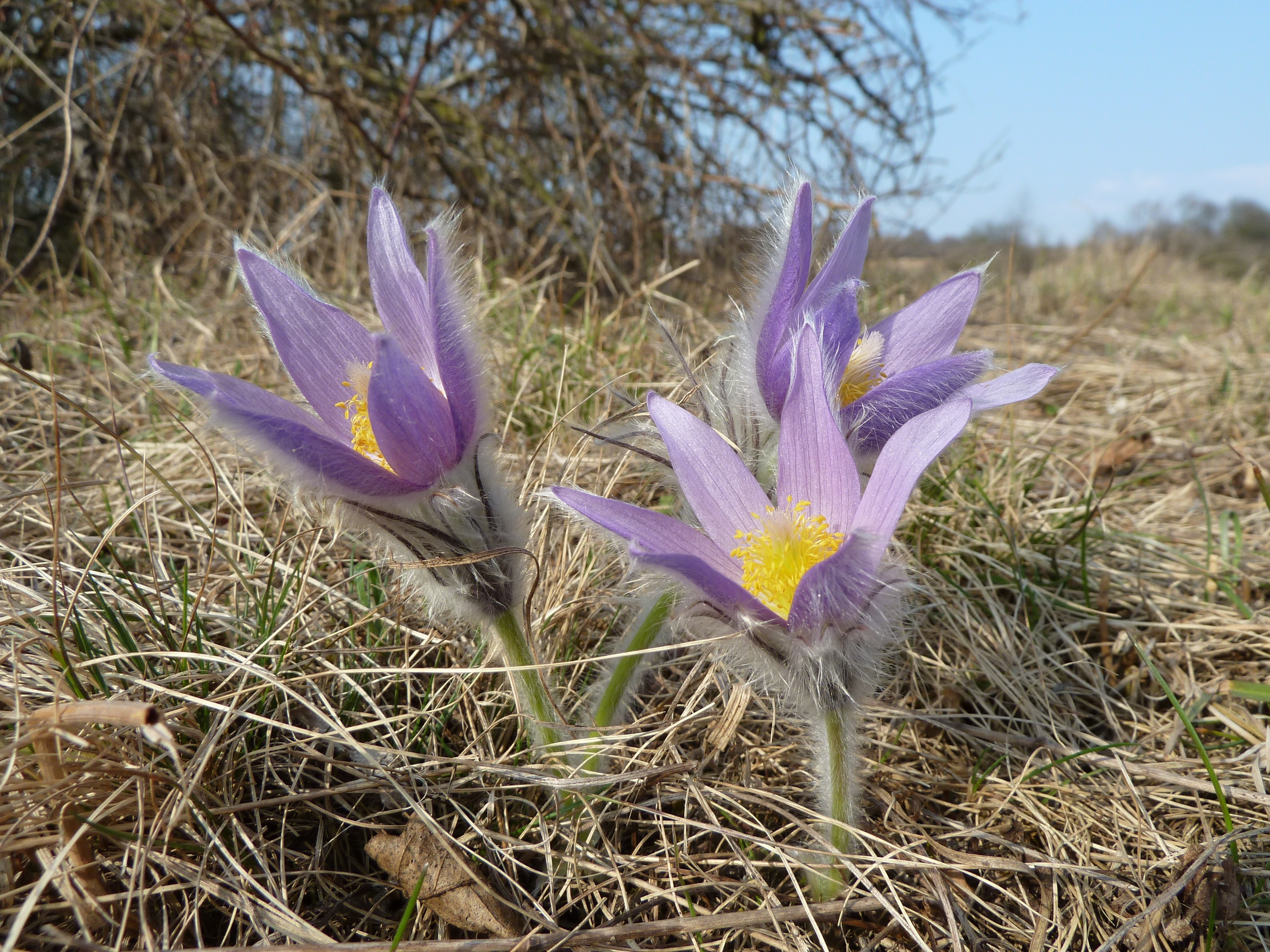
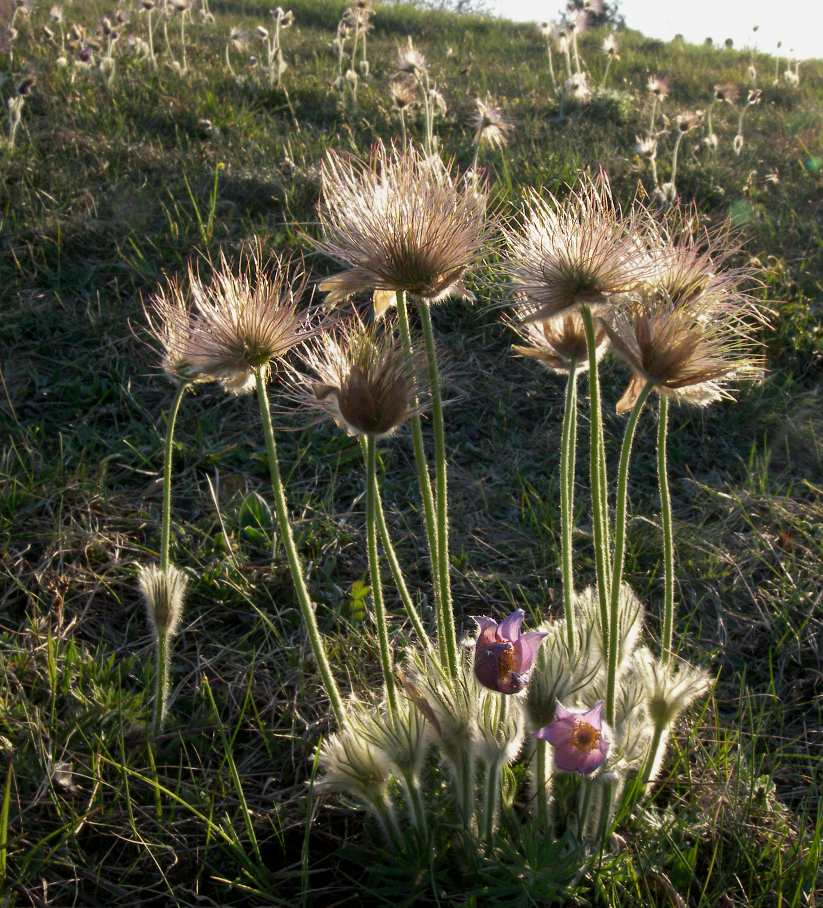